# Abiotrophie cérébelleuse
L'abiotrophie cérébelleuse (CA), également dénommée abiotrophie corticale cérébelleuse (CCA), est une maladie neurologique génétique des animaux. Elle affecte plus particulièrement certaines races de chevaux et de chiens. Elle se développe lorsqu'un certain type de neurones, appelés cellules de Purkinje et situés dans le cervelet, commencent à mourir. Ces cellules affectent l'équilibre et la coordination. Elles ont un rôle crucial. La couche de Purkinje permet la communication entre les couches corticales granulaires et moléculaires dans le cervelet. Plus simplement, sans cellules de Purkinje, l'animal perd sa perception de l'espace et de la distance, ce qui rend l'équilibre et la coordination difficiles. 
Abiotrophie signifie la perte d'un élément nutritif essentiel. La cause exacte de l’abiotrophie cérébelleuse n'est pas connue, mais elle est vraisemblablement due à un défaut métabolique intrinsèque. Dans la plupart des cas, les cellules de Purkinje commencent à mourir peu de temps après la naissance de l’animal. La maladie apparaît avant six mois, bien que parfois l'apparition des symptômes soit progressive et l'animal beaucoup plus âgé avant que le propriétaire ou le gardien ne puisse déceler un problème. La maladie ne peut être évitée que par la reproduction sélective pour éliminer le gène responsable. Elle ne peut pas être guérie. Le dépistage génétique permet de détecter les animaux porteurs du gène. En plus des chiens et des chevaux, il y a aussi eu des cas d’abiotrophie cérébelleuse chez les chats de gouttière et les siamois ; chez les races de bovins Angus, Hereford, Charolaise et Holstein, les moutons mérinos et Wiltshire, et les porcs Yorkshire.

## Terminologie

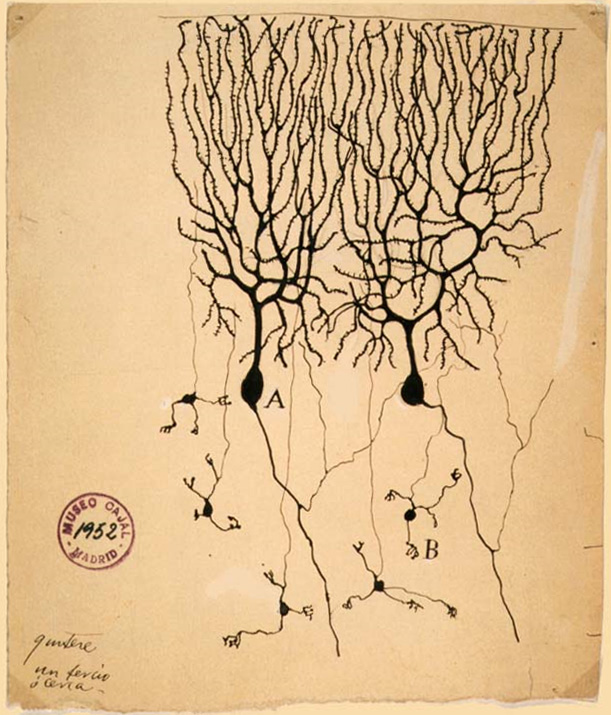
Cellules de Purkinje par Santiago Ramón y Cajal, 1899. Institut Santiago Ramón y Cajal, Madrid, Espagne.

Chez les Terriers Kerry Blue, elle est parfois appelée abiotrophie neuronale progressive (ANP). Les autres termes utilisés pour décrire l'état chez les chiens sont atrophie cérébelleuse corticale et dégénérescence corticale cérébelleuse postnatale.
L’abiotrophie cérébelleuse chez le cheval a d'abord été considérée comme une forme d'hypoplasie cérébelleuse et a été décrite comme telle dans la littérature scientifique ancienne. Toutefois, on a découvert chez les chevaux que la mort des cellules de Purkinje apparaissait après la naissance de l’animal, plutôt qu'in utero. L’hypoplasie cérébelleuse est particulièrement fréquente chez les chats et présente des symptômes similaires. 
Il existe d'autres maladies qui conduisent à la dégénérescence cérébelleuse, mais la perte de cellules de Purkinje est un moyen évident pour diagnostiquer la CA, et la combinaison des symptômes est suffisamment caractéristique pour que l'AC puisse être facilement diagnostiquée, même chez un animal vivant.

## Symptômes

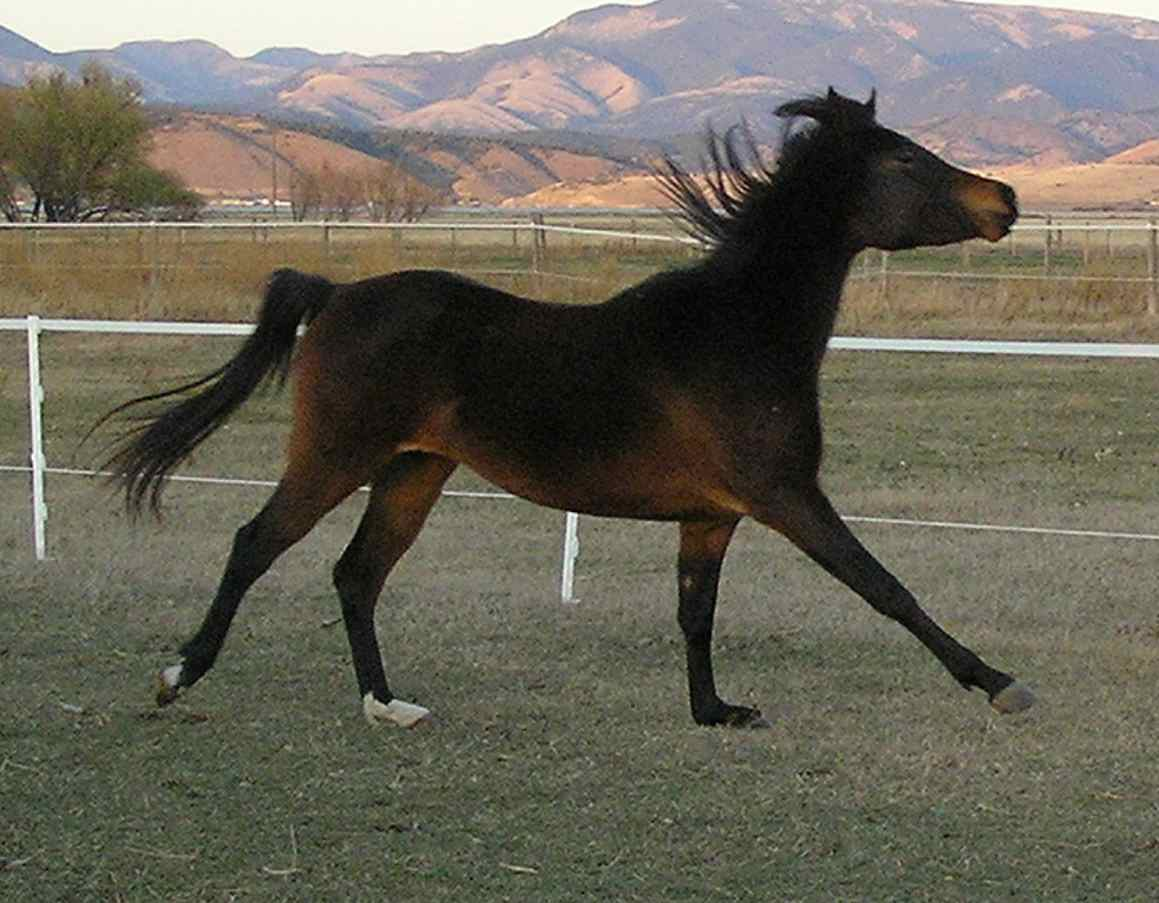
Une pouliche arabe de 2 ans avec abiotrophie cérébelleuse, montrant la démarche maladroite raide et les tremblements anormaux de la tête. Bien que ce cheval ait une affection relativement bénigne, il ne pourra jamais être un cheval de selle.

Les symptômes de l’abiotrophie cérébelleuse comprennent une ataxie ou un manque d'équilibre, un tremblement de la tête (tremblement intentionnel - chez le chien, des tremblements corporels se produisent aussi), une hyper-réactivité, l'absence de réflexe de menace et une allure raide ou élevant les jambes, une position large et maladroite des jambes, des balancements grossiers ou saccadés de la tête quand l'animal est en mouvement (ou chez les animaux très jeunes, lorsqu’ils tentent de téter), le manque apparent de prise de conscience de l'endroit où se trouvent les pieds (parfois, l’animal essaye de marcher avec un pied replié ou demeure debout), une faible perception de la profondeur et plus généralement de l’espace et des distances. Les symptômes, pris globalement, sont caractéristiques et ne sont pas propres à une autre maladie, bien que certains types de lésions neurologiques et infections doivent en être exclus .
Le diagnostic ne peut être confirmé en laboratoire que par l’examen post-mortem du cerveau afin de déterminer s’il y a eu une perte de cellules de Purkinje. La plupart des animaux atteints ont une intelligence normale et des animaux légèrement affectés peuvent, en théorie, avoir une espérance de vie normale. Toutefois, les animaux touchés sont très sujets aux accidents, et pour cette raison, beaucoup d'animaux qui développent des AC, notamment les chevaux, sont euthanasiés pour des raisons humanitaires. Les chevaux peuvent éprouver des difficultés à augmenter le pas et marcher sur des objets, se heurter aux barrières, chuter facilement, et même si on leur permet pleinement grandir, ils sont généralement considérés comme dangereux pour l'équitation.
Les chiens peuvent avoir besoin d’aide à vie pour effectuer certaines tâches, comme monter des escaliers. Chez les chevaux, les symptômes peuvent s’aggraver jusqu'à six à douze mois après la date de leur apparition mais s’ils ne sont pas assez graves pour nécessiter une euthanasie, ils se stabilisent avec le temps. Chez certaines races de chiens, les symptômes tendent à s’aggraver progressivement mais la recherche n’est pas cohérente sur ce point. Il est également prouvé que les animaux touchés compensent partiellement leur état par l’apprentissage cognitif via d’autres méthodes pour se déplacer ou pour apprécier les distances, et donnent ainsi l’impression de progresser parce qu’ils deviennent moins sujets aux accidents.

## Abiotrophie cérébelleuse chez les chevaux

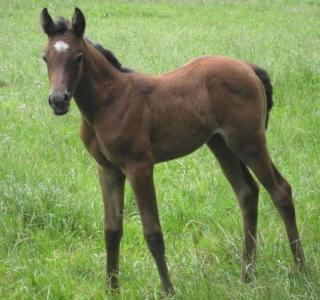
Poulain atteint d'AC à l'âge du sevrage.

L’abiotrophie cérébelleuse (AC) est surtout connue comme une maladie affectant les chevaux arabes,.
Elle a également été observée chez le cheval miniature, le Gotland, l'Eriskay, ainsi que chez l'Oldenbourg. La plupart des poulains paraissent normaux à la naissance, les symptômes devenant visibles en moyenne à l’âge de quatre mois, bien qu'il y ait eu des cas où la maladie se soit manifestée peu après la naissance (voire intra-utero>) et d'autres cas où les symptômes apparaissent chez les chevaux après leur première année.
Chez les chevaux, l'AC est censée être liée à un gène récessif autosomique. Cela signifie qu'elle n'est pas liée au sexe, et que l'allèle doit être porté et transmis par les deux parents pour qu'un animal soit atteint à sa naissance. Les chevaux qui portent une seule copie du gène peuvent le transmettre à leur descendance, mais eux-mêmes sont en parfaite santé, sans symptômes de la maladie. Parce qu'il est récessif, l'allèle de la CA peut passer plusieurs générations avant de se manifester. L'AC est parfois mal diagnostiquée. Bien que les symptômes soient tout à fait distincts des autres affections neurologiques, elle a été confondue avec le syndrome de Wobbler, le Protozoaire Myeloencephalitis Équin (EPM) et les blessures liées à des problèmes, par exemple une commotion cérébrale.
Un test ADN qui identifie les marqueurs associés à l’abiotrophie cérébelleuse est disponible. Le test a été affiné pour identifier les mutations les plus probables puis un test de ces mêmes échantillons via un marqueur indirect développé par UCD montre un taux d'exactitude de 97 % pour la nouvelle version par rapport à l'ancien, et sans faux négatifs. La poursuite des recherches se fait au laboratoire de génétique vétérinaire de l'UC Davis School of Veterinary Medicine. Parmi les chercheurs qui travaillent sur ce problème, le Dr Cecilia Penedo et Leah Brault. La regrettée Dr Ann Bowling a également fait d'importantes contributions à la recherche génétique sur l'AC.

## Abiotrophie cérébelleuse chez le chien
L'AC a été détectée chez l'Australian Kelpie, le Setter Gordon, le border collie, le Labrador retriever, l'Airedale, le Pointer anglais, le Terrier écossais,, le Terrier Kerry Blue, le Schnauzer nain, et d’autres races de chiens,. Le délai d'apparition des symptômes est variable. Chez quelques races comme le Beagle, le Colley à poil long et le Caniche, les cellules de Purkinje commencent à mourir à la naissance ou peu de temps avant, et les chiots naissent avec ces symptômes ou les développent avant leur quatrième semaine. La plupart des races sujettes à la maladie comme le Terrier Kerry Blue, le Border Collie, l'Australian Kelpie et le Labrador Retriever, commencent à montrer des symptômes entre six et seize semaines. Chez quelques races, comme l'American Staffordshire Terrier, le Bobtail, l'épagneul breton, et le Setter Gordon, les symptômes n'apparaissent pas avant l'âge adulte, voire l'âge mûr.